# Epilasia hemilasia
Epilasia hemilasia là một loài thực vật có hoa trong họ Cúc. Loài này được (Bunge) C.B.Clarke mô tả khoa học đầu tiên năm 1876.